# Ahrensbök
Ahrensbök település Németországban, Schleswig-Holstein tartományban. Lakosainak száma 8502 fő (2023. december 31.).

## Népesség
A település népességének változása:
| Lakosok száma | 7229 | 8281 | 8290 | 8333 | 8469 | 8502 |
|               | 1975 | 2017 | 2019 | 2021 | 2022 | 2023 |